# Mondelēz International
Mondelēz International (англ. Mondelēz International) — найбільша в Північній Америці та друга найбільша у світі компанія-виробник харчових продуктів з чистим доходом $27 млрд у 2020 році. Утворена в 2012 році внаслідок поділу Kraft Foods. Штаб-квартира корпорації розташована в місті Чикаго, штат Іллінойс, США. 
У корпорації діють дев'ять дослідницьких центрів, 168 фабрик. Після придбання Cadbury в компанії працює понад 140 000 людей. Продукція компанії поширюється в 170 країнах світу.
З 1995 року компанія працює в Україні, спочатку як ЗАТ «Крафт Фудз Україна», а з 2012 року — як ПрАТ "Монделіс Україна". На сьогодні компанія є одним із лідерів на ринку харчових продуктів у категоріях виробів із шоколаду, солоних снеків та печива. До складу підприємства входять Тростянецька шоколадна фабрика «Україна» та дочірнє підприємство ТОВ «Чіпси Люкс».
Із 2003 «Монделіс Україна» відповідає за розвиток бізнесу корпорації на ринку Молдови, з 2005 року — на ринку Білорусі. 
У компанії працює понад 1200 співробітників.
Міжнародний спонсор війни проти України, на фоні виходу інших виробників із РФ нарощує обсяги продаж, платить податки в бюджет РФ, станом на 2023 рік заявив про операційну виручку в 1,1 млрд $.

## Історія

Логотип компанії до 2009 року, що й досі використовується для маркування продукції

Історія Kraft Foods почалася 1903 року, коли син німецьких іммігрантів Джеймс Льюїс Крафт приїхав з Канади до Чикаго з намірами здійснити революцію на ринку сиру. Він мав із собою $65, коня Педді й орендований фургон.
• 1903 — Джеймс Льюїс Крафт починає займатися гуртовою торгівлею сиру в Чикаго. У 1914 році його компанія відкриває перший завод із виробництва сиру.
• 1909 — Джеймс Крафт разом із чотирма братами засновує J.L. Kraft and Bros. Company.
• 1924 — Джеймс Крафт відкриває свій перший європейський торговий офіс у Лондоні.
• 1927 — Починає працювати торговий офіс Джеймса Крафта в Гамбурзі та Kraft Cheese Company Ltd. у Лондоні.
• 1929 — Компанія Postum Company — виробник багатьох американських харчових брендів (сухі сніданки POST, шоколад BAKER'S, кава MAXWELL HOUSE, желатин JELL-O) — змінює назву на General Foods Corporation. Пізніше вона зіллється з компанією Kraft.
• 1933 — Джеймс Крафт репрезентує у США соус для салату MIRACLE WHIP.
• 1937 — У США з'являються готові обіди KRAFT MACARONI AND CHEESE.
• 1955 — Kraft створює Kraft Foods de Mexico, S.A. de C.V. і відкриває завод із виробництва сиру та заправок для салату біля містечка Монтерей (Мексика). Таким чином Kraft стає першою американською компанією, що розмістила частину своїх виробничих потужностей у Мексиці. Пізніше цим шляхом підуть усі найбільші американські компанії.
• 1985 — Компанія Philip Morris Companies Inc. купує компанію General Foods Corporation.
• 1988 — Philip Morris Companies Inc. купує компанію Kraft, Inc. і стає найбільшим у світі виробником споживчих товарів.
• 1989 — Злиття Kraft i General Foods.
• 1990 — Kraft General Foods International купує Jacobs Suchard і стає лідером на кавовому та кондитерському ринках Європи. Серед придбаних торгових марок — кава Carte Noire, Grand Mere, Jacobs та шоколад Suchard, Milka, Toblerone, Cote d'Or.
• 1994 — Kraft General Foods International купує кондитерську фабрику «Україна» в місті Тростянець, Україна.
• 1995 — Kraft General Foods International реорганізовується та перейменовується на Kraft Foods International. Компанія починає діяльність на українському ринку і засновує місцеву торгову марку шоколадної плитки «КОРОНА».
• 1999 — Kraft Foods купує фабрику чіпсів у с. Старі Петрівці (Україна) і таким чином додає до свого портфеля брендів торгову марку «ЛЮКС».
• 2003 — Philip Morris Companies Inc. перейменовується на Altria Group Inc.
• 2005 — Компанія Kraft Foods виходить на ринки Хорватії та Словенії. ЗАТ «Крафт Фудз Україна» починає реалізацію своєї продукції в Білорусі, Грузії, Вірменії та Азербайджані.
• 2007 — 30 березня компанія Kraft Foods відокремлюється від Altria Group Inc. і стає незалежною компанією. 2 квітня на Нью-Йоркській фондовій біржі відкривається перший день торгів акціями незалежної компанії Kraft Foods.
• 2007 — Компанія купує французький підрозділ компанії Danone, яке спеціалізується на виробництві бісквітної продукції.
• 2010 — Придбання британського кондитерського гіганта Cadbury.
• 2012 — "Kraft Foods" відокремлює "Kraft Foods Group" для Північної Америки і міжнародний підрозділ був перейменований на Mondelez International.
• 2014 — Компанія оголосила про злиття з нідерландським брендом Douwe Egberts. Нова компанія взяла назву Jacobs Douwe Egberts (JDE).
• 2018 ⁣— Компанія уклала угоду про придбання виробника печива Tate's Bake Shop за приблизно 500 мільйонів доларів. Процес придбання завершився у червні 2018.
• 2019 — Компанія уклала угоду про придбання контрольного пакета акцій Perfect Snacks, власника охолодженого білкового батончика Perfect Bar. Процес придбання завершився у липні того ж року.

## Бренди

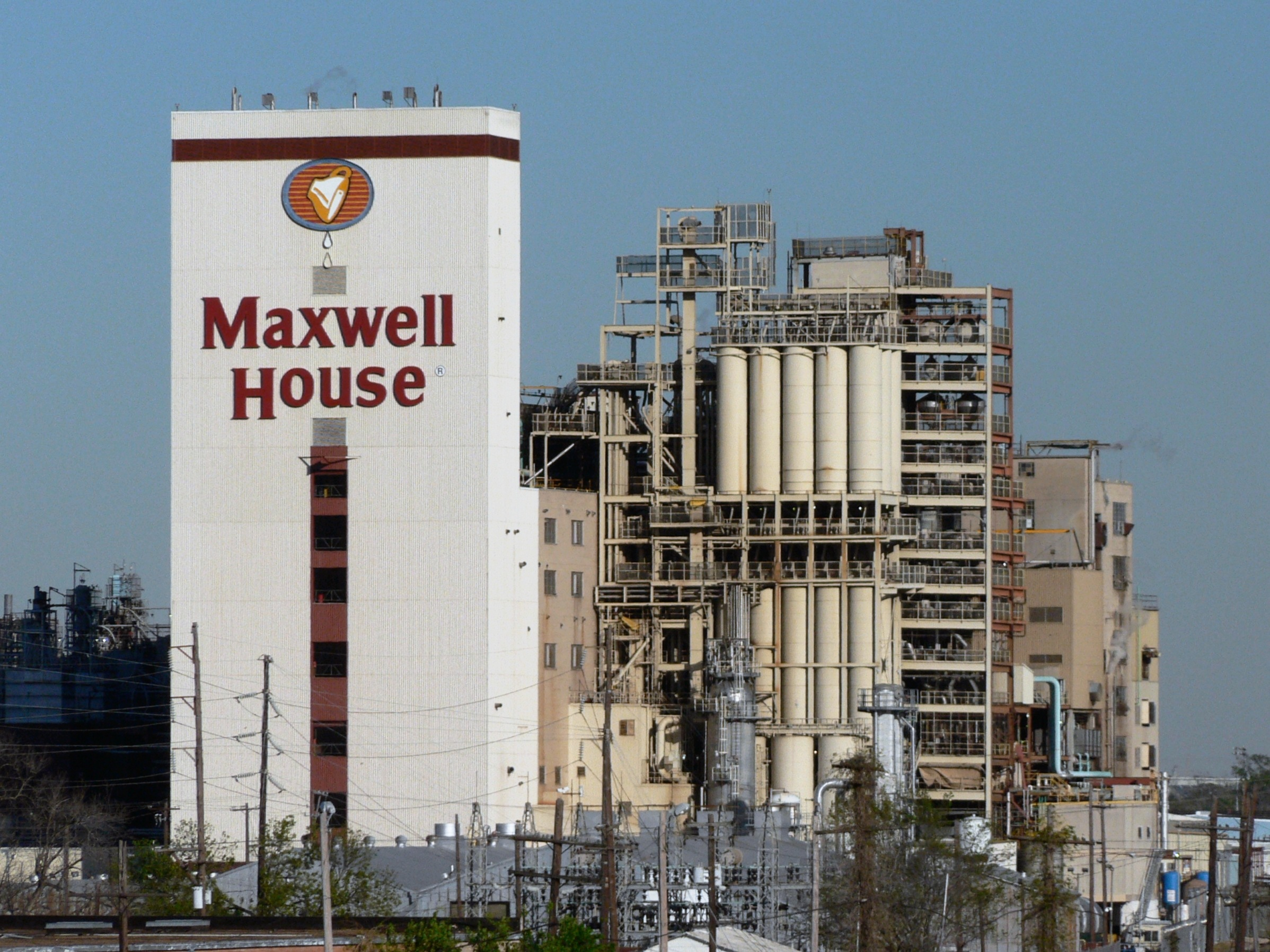
Кавова фабрика Maxwell House компанії Kraft Foods у Х'юстоні (Техас)

Продукція Kraft Foods розповсюджується в 170 країнах світу. 11 брендів Kraft Foods мають прибуток, що перевищує $1 млрд. Близько 70 брендів приносять прибуток понад $100 млн. Історія 40 брендів сягає більш як 100 років.
Найбільші бренди:
- Kraft
- Cadbury
- Oreo
- Oscar Mayer
- Philadelphia
- Maxwell House
- Nabisco
- Jacobs
- Milka
- LU
- Trident

## Придбання печивного бізнесу Danone
У липні 2007 року Kraft Foods придбала за $7.2 млрд підрозділ французької компанії Danone, що займається виробництвом печива і продуктів зі злакових культур. Угода дозволила Kraft Foods отримати виробничі потужності на 36 заводах у 20 країнах світу.
За два роки до того викупити Danone намагалася компанія PepsiCo, і це викликало великі протести в країні. Оголошення про продаж печивного бізнесу Danone компанії Kraft Foods було сприйняте спокійно частково тому, що компанія пообіцяла не закривати французькі фабрики й залишити штабквартиру цього підрозділу неподалік Парижу щонайменше на три роки.

## Придбання Cadbury
7 вересня 2009 року Kraft Foods запропонувала $16,5 млрд за британську компанію Cadbury. 9 листопада пропозицію відхилили. Глава Ради директорів Cadbury Роджер Карр виступав проти угоди і називав ціну, запропоновану Kraft Foods, заниженою.
19 січня 2010 року керівництво Cadbury прийняло іншу пропозицію від Kraft Foods і погодилося на продаж компанії за $19,44 млрд.
Найбільший акціонер Kraft Foods, інвестиційний фонд мільярдера Воррена Баффета Berkshire Hathaway, говорив про завищену вартість Cadbury. Але керівництво Kraft Foods переконувало, що об'єднання з Cadbury дасть змогу посилити позиції компанії на ринку кондитерських виробів. За даними Euromonitor International, Cadbury є найбільшим виробником солодощів в Індії, Мексиці, Єгипті й Таїланді.
Айрін Розенфельд, генеральний директор Kraft Foods, заявила, що на таких ринках, як Бразилія, Росія та Китай, Kraft Foods посилила позиції Cadbury. А на ринках Мексики, Індії та Африки Cadbury поліпшила перспективи зростання для Kraft Foods.
Після придбання Cadbury доходи Kraft Foods у другому кварталі зросли на 25,3% до $12,3 млрд. Тпер річний дохід компанії становить близько $48 млрд.

## Власники і керівництво
До 2007 року контроль над компанією належав Altria Group. 30 березня Kraft Foods відділилася і стала незалежною компанією. 2 квітня на Нью-Йоркській фондовій біржі відкрився перший день торгів акціями Kraft Foods.
Найбільші акціонери компанії станом на 2010 рік: фонди Berkshire Hathaway, State Street Global Advisors, Capital Research Global Investors, Capital World Investors.
До 2017 року генеральним директором компанії була Айрін Розенфельд. У рейтингу найвпливовіших жінок світу 2010 року журналу Forbes вона посіла друге місце після першої леді Америки Мішель Обами. Також Розенфельд на другому місці в рейтингу впливових жінок-керівників компаній журналу Fortune за 2010 рік. З листопада 2017 року компанію очолює Дірк Ван де Пут. 

## Санкції
25 травня 2023 року Національне агентство з питань запобігання корупції внесло американську транснаціональну компанію з виробництва кондитерських виробів, продуктів харчування та напоїв Mondelez International до переліку міжнародних спонсорів війни.
"Після початку повномасштабної війни багато бізнесів, які дбають про свою репутацію, залишили Росію. Але це не про Mondelez International. Судячи з усього, її менеджерів мало турбує той факт, що, сплачуючи чималі податки до держбюджету московії, компанія робить свій внесок у забезпечення армії агресора"
За підсумками воєнного 2022 року прибуток російського філіалу Mondelez International склав $339 млн (+303% за рік), виторг – понад $1,1 млрд (+38% за рік). Бюджет агресора компанія поповнила на понад $61 млн податків.